# Esteban I Sidarouss
Esteban I Sidarouss, C.M. (en árabe  إسطفانوس الأول سيداروس) (El Cairo, 22 de febrero de 1904—ibídem, 23 de agosto de 1987) fue un religioso egipcio, patriarca emérito de Alejandría de los coptos y cardenal de la Iglesia romana. Además, fue miembro de la Congregación de la Misión (Paúles).

## Biografía
Stéphanos Sidarouss nació en El Cairo en 1904. En 1939 entró en la Congregación de la Misión, cuyos miembros son conocidos como paúles o lazaristas. Fue educado en las casas de estudios pertenecientes a este instituto religioso en Francia, donde fue ordenado al sacerdocio el 2 de julio de 1939 en Dax. Posteriormente enseñó en el seminario de Évreux y en los escolasticados de Dax y Montmagny hasta 1946. De 1946 a 1947 fue director del Instituto Eclesiástico de los Coptos Católicos en Tantah, Egipto.
El 9 de agosto de 1947 Sidarouss fue elegido obispo auxiliar de la Eparquía de Alejandría y obispo titular de Sais. Recibió su consagración episcopal el 25 de enero de 1948 por el patriarca Marcos II Khouzam, con los obispos Alexandros Scandar y Pierre Dib sirviendo como co-consagrantes. El 10 de mayo de 1958 fue elegido patriarca de Alejandría y primado de la Iglesia copta católica. Entre 1962 y 1965 asistió al Concilio Vaticano II.
El papa Pablo VI lo creó cardenal en el consistorio del 22 de febrero de 1965, el día de su sexagésimoprimer cumpleaños. Al igual que con todos los miembros de la jerarquía oriental, Sidarouss no asumió una iglesia titular de Roma a su elevación al Colegio de Cardenales. 
El patriarca fue uno de los cardenales electores que participaron en los cónclaves de agosto y octubre de 1978, que seleccionó a los papas Juan Pablo I y Juan Pablo II, respectivamente. Perdió el derecho a participar en todos los futuros cónclaves al llegar a la edad de ochenta años el 22 de febrero de 1984, y dimitió del patriarcado el 24 de mayo de 1986, después de veintiocho años de servicio.
El cardenal Sidarouss falleció en su ciudad natal, El Cairo, a los 83 años. 
| Predecesor: Marcos II Khouzam | Patriarca de Alejandría de los coptos 1958 - 1986 | Sucesor: Esteban II Ghattas |